# AFC 윔블던
AFC 윔블던(AFC Wimbledon)은 런던 머턴구의 윔블던에 위치한 잉글랜드의 축구 클럽이다. 2002년에 윔블던 FC가 밀턴킨스로 연고지 이전을 하자 윔블던의 서포터들이 스스로 나서 창단한 팀이다.

## 역사

### 창단
AFC 윔블던은 크리스 스튜어트를 필두로한 윔블던 FC의 서포터즈들이 2002년 6월 창단했다. 그 이유는 잉글랜드 축구 협회가 56마일 떨어진 밀턴킨스로의 연고 이전을 승낙했기 때문이었다. 이러한 먼 거리의 이동은 잉글랜드 축구 역사상 선례 없는 일이었다. 비록 윔블던 FC는 1년 동안 더 윔블던에 머물렀지만 서포터즈들은 이미 등을 돌렸다.
2002년 6월, AFC 윔블던은 선수를 수급하기 위해 3일 동안 입단 테스트를 진행하였다. 그리고 비시즌 기간이던 7월 10일, 4,657명의 관중이 운집한 가운데 클럽의 역사적인 첫 경기를 치렀다. 상대는 서턴 유나이티드였고, AFC 윔블던은 0-4로 패배하였다.

### 리그 참가
AFC 윔블던의 초대 감독은 테리 임스였다. 처음으로 리그에 참가한 2002-03 시즌, 시작부터는 좋은 성적을 거두진 못하였으나 마지막 11경기에서 전부 승리를 거두었다. 그 결과로 3위로 시즌을 끝마쳤으나 아쉽게 이스미언 리그 1부로의 승격에는 실패하였다. 평균 관중은 3,000명을 넘었는데, 같은 시즌에 풋볼 리그 1부에 있던 윔블던 FC보다 더 많은 수였다.
2003-04 시즌에 AFC 윔블던은 개막전부터 21경기 동안 연승을 거두었다. 2004년 1월 10일 경기에서 비김으로서 연승은 끝났지만 이전 시즌과 합하면 무려 32연승 기록이었다. 시즌 중반 임스의 경질에도 불구하고 AFC 윔블던은 감독 대행 니키 잉글래시의 지휘 아래 성공적인 가도를 달렸다. 잉글리시는 첫 경기에서 무려 9-0으로 승리함으로써 클럽 기록을 갈아치웠다. 결국 그들은 콤바인드 카운티 풋볼 리그에서 두 시즌만에 우승을 차지하였고, 이스미언 리그 1부로 승격했다. 또한 프리미어 챌린지 컵에서도 우승 트로피를 들어올려 더블을 기록했다.
새 시즌을 앞두고 데이브 앤더슨이 클럽의 새로운 감독으로 선임되었고, 처음으로 FA컵에 참가하기도 하였다. 시즌 중에 AFC 윔블던은 2003년 2월 22일부터 2004년 12월 4일까지 패배하지 않으면서 새로운 영국 성인 축구 기록을 세웠다.
2005-06 시즌은 꽤나 고전했던 시즌이었다. AFC 윔블던은 간신히 플레이오프에 진출했지만 피셔 애슬래틱에게 패배함으로써 3년 연속 승격의 기회는 접어야했다.
2006-07 시즌에도 플레이오프 준결승전에서 패배하여 승격에 실패하였다. 이 뿐만이 아니라 AFC 윔블던은 수비수 저메인 달링턴이 올바르게 선수 등록되지 않은 상태에서 세 경기를 뛰었다는 이유로 잉글랜드 축구 협회로부터 승점 18점을 감점 당한 상태였다. 그러나 후에 FA는 단순한 행정상의 실수로 인정하고 승점 3점과 400파운드의 벌금을 부과하는 것으로 처벌을 줄였다. 달링턴 사건 후에 해당 시즌의 서리 시니어 컵과 FA 트로피 참가가 무산되었다. 또한 이 시즌은 데이브 앤더슨의 마지막 시즌이었다.
새로운 감독인 테리 브라운 아래에서 AFC 윔블던은 스태인스 타운과의 플레이오프 결승전에서 2-1로 승리를 거둠으로서 콘퍼런스 사우스로 승격하였다. 2008-09 시즌에 AFC 윔블던은 순조롭게 콘퍼런스 사우스 리그에 적응했고, 결국은 우승을 차지하여 한 시즌만에 콘퍼런스 내셔널로 승격했다. 첫 시즌에는 8위에 올랐고, 플레이오프 존까지는 14점이 모자랐다.
2010-11 시즌 윔블던은 컨퍼런스 내셔널 리그 2위로 시즌을 마쳤고, 올드 트래퍼드에서 열린 풋볼 리그 2로의 승격 플레이오프 결승전에서 승부차기까지 가는 접전 끝에 루턴 타운을 4-3으로 격파하면서 팀 역사상 최초로 풋볼 리그로의 승격에 성공하였다. 창단 9년 만에 프로 축구 리그에서 활약하게 된 윔블던의 이와 같은 행보는 잉글랜드 축구사에서 유례를 찾기 힘든 일대 사건으로 받아들여지고 있다.
풋볼 리그 2(4부리그)에서의 2014-15 시즌은 14승 16무 16패 승점 58 골득실 -6의 성적을 기록했고 최종 순위 15위로 잔류에 성공했다.
15-16시즌은 정규시즌 7위로 마무리하고 4위 애크랭턴 스탠리를 1:0, 2:2 통합 3:2로 이기고 포츠머스를 이긴 플리머스 아가일과 승격플레이 오프 결승에서 2:0으로 이기고 풋볼리그 1으로 승격했다 한편 밀턴킨스 던스 FC가 챔피언십 15-16시즌 리그 23위를 기록하며 강등되면서 EFL컵이 아닌 리그에서 처음으로 맞붙게 되었다.

## 역대 성적

#### 국내
- 콘퍼런스 사우스

우승 (1): 2008-09
- 이스미언 리그 1부

우승 (1): 2004-05
- 콤바인드 카운티 리그

우승 (1): 2003-04
- 콤바인드 카운티 리그 프리미어 챌린지 컵

우승 (1): 2003-04
- 서리 시니어 컵

우승 (1): 2004-05
- 서포터즈 다이렉트 컵

우승 (3): 2002-03, 2005-06, 2009-10
- 필 레저 추모 컵

우승 (1): 2010-11

## 선수 명단

### 현역
참고: FIFA 자격 규정에 따라 소속된 국가대표팀 국기를 표시합니다. 선수는 복수의 FIFA 비회원국 국적을 가지고 있을 수 있습니다.
| 번호 | 포지션 | 국적   | 이름          |
| ---- | ------ | ------ | ------------- |
| 9    | FW     | 레바논 | 오마르 부기엘 |

| 번호 | 포지션 | 국적   | 이름          |
| ---- | ------ | ------ | ------------- |
| 27   | MF     | 웨일스 | 모건 윌리엄스 |
| 29   | MF     |        | 아론 사수     |
| 31   | DF     | 웨일스 | 조 루이스     |

## 역대 감독
| 감독      | 임기 |
| --------- | ---- |
| 마크 보언 | 2022 |

## 같이 보기
- 밀턴킨스 던스 FC